# ماتيوز باك
ماتيوز باك (بالبولندية: Mateusz Bąk) هو لاعب كرة قدم بولندي في مركز حراسة المرمى، ولد في 26 فبراير 1983 في بروش غدانسكي ‏ في بولندا. لعب مع بييلسكو بياوا وليخيا غدانسك ونادي ماريتيمو.

## وصلات خارجية
- ماتيوز باك على موقع قاعدة بيانات كرة القدم.إي يو (الإنجليزية)
- ماتيوز باك على موقع Soccerway.com (الإنجليزية)